# Юркова, Елена Анатольевна
Елена Анатольевна Юркова (в девичестве Сазонова; 26 апреля 1976, Тольятти, Куйбышевская область) — российская футболистка, нападающая. Выступала за сборную России. Мастер спорта России (1999).

## Карьера
Спортивную карьеру начала в клубе «Лада» в 1994. С 1996 года выступала за рязанский клуб «Марсель»/«ВДВ»/«Рязань-ВДВ».
В 1998 году дебютировала за сборную России выйдя на замену в матче против сборной Бельгии.
В 2007—2008 годах была играющим тренером футзального клуба «Спартак» (Рязань), стала двукратным серебряным призёром чемпионата России.
Параллельно с футболом училась на факультете физической культуры и спорта Рязанского государственного педагогического университета им. С. А. Есенина, который окончила в 2004 году. Училась в одной группе с одноклубниками по «Рязани-ТНК» Армине Геворгян и Юлией Юшкевич. Закончила выступления в связи с травмами и банкротством клуба. После окончания карьеры работает детским тренером в Рязани.
Замужем, двое детей.

## Достижения
командные
- Чемпионат России по футболу среди женщин
  - Чемпион (2): 1999 и 2000
  - Бронзовый призёр (4): 1997, 1998, 2001 и 2002
- Кубок России по футболу среди женщин
  - Обладатель (1): 1998
  - Финалист (4): 1997, 1998, 2001 и 2002

личные
- По итогам сезона входила в список «33 лучших футболистки страны» (1): 1997[5]